# Nobelova nagrada za kemijo
Nobelova nagrada za kemijo (švedsko Nobelpriset i kemi) je ena od Nobelovih nagrad, ki jih od leta 1901 podeljuje švedski Nobelov sklad za pomembne dosežke v kemiji. Je ena od petih nagrad, ki jih je švedski izumitelj Alfred Nobel predvidel v svoji oporoki. Nagrajence izbira petčlanska komisija, ki jo volijo člani Kraljeve švedske akademije znanosti.
Velja za najprestižnejšo nagrado za dosežke na področju kemije na svetu.

## Seznam dobitnikov
| \| 1900. \| \| 1901 \| 1902 \| 1903 \| 1904 \| 1905 \| 1906 \| 1907 \| 1908 \| 1909 \| \| 1910. \| 1910 \| 1911 \| 1912 \| 1913 \| 1914 \| 1915 \| 1916 \| 1917 \| 1918 \| 1919 \| \| 1920. \| 1920 \| 1921 \| 1922 \| 1923 \| 1924 \| 1925 \| 1926 \| 1927 \| 1928 \| 1929 \| \| 1930. \| 1930 \| 1931 \| 1932 \| 1933 \| 1934 \| 1935 \| 1936 \| 1937 \| 1938 \| 1939 \| \| 1940. \| 1940 \| 1941 \| 1942 \| 1943 \| 1944 \| 1945 \| 1946 \| 1947 \| 1948 \| 1949 \| \| 1950. \| 1950 \| 1951 \| 1952 \| 1953 \| 1954 \| 1955 \| 1956 \| 1957 \| 1958 \| 1959 \| \| 1960. \| 1960 \| 1961 \| 1962 \| 1963 \| 1964 \| 1965 \| 1966 \| 1967 \| 1968 \| 1969 \| \| 1970. \| 1970 \| 1971 \| 1972 \| 1973 \| 1974 \| 1975 \| 1976 \| 1977 \| 1978 \| 1979 \| \| 1980. \| 1980 \| 1981 \| 1982 \| 1983 \| 1984 \| 1985 \| 1986 \| 1987 \| 1988 \| 1989 \| \| 1990. \| 1990 \| 1991 \| 1992 \| 1993 \| 1994 \| 1995 \| 1996 \| 1997 \| 1998 \| 1999 \| \| 2000. \| 2000 \| 2001 \| 2002 \| 2003 \| 2004 \| 2005 \| 2006 \| 2007 \| 2008 \| 2009 \| \| 2010. \| 2010 \| 2011 \| 2012 \| 2013 \| 2014 \| 2015 \| 2016 \| 2017 \| 2018 \| 2019 \| \| 2020. \| 2020 \| 2021 \| 2022 \| 2023 \| 2024 \| \| \| \| \| \| |      |      |      |      |      |      |      |      |      |      |
| 1900. |      | 1901 | 1902 | 1903 | 1904 | 1905 | 1906 | 1907 | 1908 | 1909 |
| 1910. | 1910 | 1911 | 1912 | 1913 | 1914 | 1915 | 1916 | 1917 | 1918 | 1919 |
| 1920. | 1920 | 1921 | 1922 | 1923 | 1924 | 1925 | 1926 | 1927 | 1928 | 1929 |
| 1930. | 1930 | 1931 | 1932 | 1933 | 1934 | 1935 | 1936 | 1937 | 1938 | 1939 |
| 1940. | 1940 | 1941 | 1942 | 1943 | 1944 | 1945 | 1946 | 1947 | 1948 | 1949 |
| 1950. | 1950 | 1951 | 1952 | 1953 | 1954 | 1955 | 1956 | 1957 | 1958 | 1959 |
| 1960. | 1960 | 1961 | 1962 | 1963 | 1964 | 1965 | 1966 | 1967 | 1968 | 1969 |
| 1970. | 1970 | 1971 | 1972 | 1973 | 1974 | 1975 | 1976 | 1977 | 1978 | 1979 |
| 1980. | 1980 | 1981 | 1982 | 1983 | 1984 | 1985 | 1986 | 1987 | 1988 | 1989 |
| 1990. | 1990 | 1991 | 1992 | 1993 | 1994 | 1995 | 1996 | 1997 | 1998 | 1999 |
| 2000. | 2000 | 2001 | 2002 | 2003 | 2004 | 2005 | 2006 | 2007 | 2008 | 2009 |
| 2010. | 2010 | 2011 | 2012 | 2013 | 2014 | 2015 | 2016 | 2017 | 2018 | 2019 |
| 2020. | 2020 | 2021 | 2022 | 2023 | 2024 |      |      |      |      |      |

### 1901
Jacobus Henricus van 't Hoff
za odkritje zakonov kemične dinamike in osmoznega tlaka v raztopinah

### 1902
Hermann Emil Fischer
za delo o sladkornih in purinskih sintezah

### 1903
Svante August Arrhenius
za elektrolitsko teorijo razpada (glej ion)

### 1904
sir William Ramsay
za odkritje sledi inertnih plinov v zraku

### 1905
Johann Friedrich Wilhelm Adolf von Baeyer
za delo o organskih barvilih in hidroaromatskih zmesi

### 1906
Henri Moissan
za raziskave in izolacijo elementa fluora, ter za električno obločno peč, ki se imenuje po njem

### 1907
Eduard Buchner
za biokemične raziskave in odkritje brezcelične fermentacije

### 1908
Ernest Rutherford
za raziskave razpada elementov in kemijo radioaktivnih snovi

### 1909
Wilhelm Ostwald
za delo o katalizi in raziskave o kemijskih ravnovesjih in reakcijskih razmerjih

### 1910
Otto Wallach
za delo na področju acikličnih spojin

### 1911
Marie Skłodowska-Curie
za odkritje radija in polonija, ter za raziskave o radiju

### 1912
Victor Grignard, Paul Sabatier
za odkritje Grignardovega reagenta in za postopek hidriranih organskih zmesi

### 1913
Alfred Werner
za delo o povezovanju atomov in molekul.

### 1914
Theodore William Richards
za določitev atomske mase, več elementom.

### 1915
Richard Martin Willstätter
za raziskovanje rastlinskih barvil

### 1918
Fritz Haber
za postopek sinteze amonijaka

### 1920
Walther Hermann Nernst
za delo na področju termokemije

### 1921
Frederick Soddy
za delo o kemiji radioaktivnih snovi in raziskav o izotopih

### 1922
Francis William Aston
za odkritje izotopov v velikem številu ne-radioaktivnih elementov, in za pravilo celotnih števil 

### 1923
Friderik Pregl
za izum postopka mikroanalize organskih snovi

### 1925
Richard Adolf Zsigmondy
za prikaz heterogene narave koloidnih raztopin in pri tem uporabljenih postopkov

### 1926
The (Theodor) Svedberg
za delo na disperzijskih sistemih

### 1927
Heinrich Otto Wieland
za raziskave žolčnih kislin in sorodnih snovi

### 1928
Adolf Otto Reinhold Windaus
za raziskave o sterolih in njihovi povezavi z vitamini

### 1929
Arthur Harden

 Hans Karl August Simon von Euler-Chelpin
za raziskavo o fermentaciji sladkorja in fermentacijskih encimih

### 1930
Hans Fischer
za raziskave hema in klorofila

### 1931
Carl Bosch

Friedrich Bergius
za prispevek pri razvoju visokotlačnih kemičnih procesov

### 1932
Irving Langmuir
za delo o površinski kemiji

### 1934
Harold Clayton Urey
za odkritje težkega vodika

### 1935
Frédéric Joliot-Curie

Irene Joliot-Curie
za sintezo novih radioaktivnih elementov

### 1936
Peter Joseph William Debye
za delo o zgradbi molekul prek raziskav dipolnih momentov in uklona rentgenskih žarkov ter elektronov v plinih

### 1937
Walter Norman Haworth

Paul Karrer
za njegovo delo na ogljikovih hidratih in vitaminu C ter za njegovo delo na karotenoidih, flavinih in vitaminih A in B2

### 1938
Richard Kuhn
za delo na področju karotenoidov in vitaminov

### 1939
Adolf Friedrich Johann Butenandt

Leopold Ružička
za njegovo delo na spolnih hormonih in za njegovo delo na polimetilenih in višjih terpenih

### 1943
George de Hevesy
za delo pri uporabi izotopov kot indikatorjev za preučevanje kemičnih postopkov

### 1944
Otto Hahn
za odkritje fuzije težkih jeder

### 1945
Artturi Ilmari Virtanen
za raziskovanje na področju kmetijske in živilske kemije

### 1946
James Batcheller Sumner

John Howard Northrop

Wendell Meredith Stanley
za njegovo odkritje, da je encime moč kristalizirati in za njegovo pripravo encimov ter virusnih proteinov v čisti obliki

### 1947
sir Robert Robinson
za raziskovanje rastlinskih produktov, še posebej alkaloidov.

### 1948
Arne Wilhelm Kaurin Tiselius
za raziskovanje elektroforeze in adsorpcijske analize

### 1949
William Francis Giauque
za prispevek na področju kemične termodinamike.

### 1950
Otto Paul Hermann Diels

Kurt Alder
za odkritje in razvoj sinteze dienov (Diels-Alderjeva reakcija)

### 1951
Edwin Mattison McMillan

Glenn Theodore Seaborg
za odkritja v kemiji čezuranskih elementov

### 1952
Archer John Porter Martin

Richard Laurence Millington Synge
za izum kromatografije delcev

### 1953
Hermann Staudinger
za odkritja s področja makromolekularne kemije

### 1954
Linus Carl Pauling
za raziskovanje narave kemijskih vezi

### 1955
Vincent du Vigneaud
za delo o žveplovih spojinah, še posebej za prvo sintezo polipeptidnega hormona

### 1956
sir Cyril Norman Hinshelwood

Nikolaj Nikolajevič Semjonov
za raziskovanje mehanizmov kemijskih reakcij

### 1957
Lord Alexander R. Todd
za delo na nukleotidih in njihovih koencimih

### 1958
Frederick Sanger
za delo na področju zgradbe proteinov, še posebej inzulina

### 1959
Jaroslav Heyrovsky
za odkritje in razvoj polarografskih postopkov analize

### 1960
Willard Frank Libby
za postopek določanja starosti z ogljikom-14

### 1961
Melvin Calvin
za delo o presnovi ogljikovega dioksida v rastlinah

### 1962
Max Ferdinand Perutz

John Cowdery Kendrew
za preučevanje zgradbe kroglastih proteinov

### 1963
Karl Ziegler

Giulio Natta
za njuna odkritja na področju visokih polimerov

### 1964
Dorothy Crowfoot Hodgkin
za dognanja o zgradbi pomembnih biokemičnih snovi z uporabo postopkov z rentgenskimi žarki

### 1965
Robert Burns Woodward
za dosežke na področju organske sinteze

### 1966
Robert Sanderson Mulliken
za delo na področju kemijskih vezi in elektronske sestave molekul

### 1967
Manfred Eigen

Ronald George Wreyford Norrish

George Porter
za raziskovanje izjemno hitrih kemijskih reakcij

### 1968
Lars Onsager
za odkritje obratnih povezav, ki nosijo njegovo ime

### 1969
Derek Harold Richard Barton

Odd Hassel
za doprinose k razvoju zamisli prilagoditve

### 1970
Luis F. Leloir
za odkritje sladkornih nukleotidov in njihove vloge v biosintezi ogljikovih hidratov

### 1971
Gerhard Herzberg
za prispevek k elektronskemu sestavu in geometriji molekul, še posebej prostih radikalov

### 1972
Christian B. Anfinsen

Stanford Moore

William H. Stein
za njegovo delo na ribonukleazi in za njihov prispevek k razumevanju povezave med kemično zgradbo in katalitično aktivnostjo molekule ribonukleaze

### 1973
Ernst Otto Fischer

Geoffrey Wilkinson
za delo na kemiji organometaličnih zmesi

### 1974
Paul J. Flory
za temeljno delo, tako teoretično kot eksperimentalno na področju fizikalne kemije makromolekul

### 1975
John Warcup Cornforth

Vladimir Prelog
za njegovo delo na stereokemiji encimsko kataliziranih reakcij in za njegovo delo pri raziskovanju organskih molekul in reakcij

### 1976
William Nunn Lipscomb mlajši
za preučevanje zgradbe boranov

### 1977
Ilya Prigogine
za prispevek k neravnotežni termodinamiki

### 1978
Peter Dennis Mitchell
za oblikovanje kemiosmotske teorije

### 1979
Herbert C. Brown

Georg Wittig
za razvoj uporabe zmesi z vsebnostjo bora in fosforja v reagentih pri organski sintezi

### 1980
Paul Berg

Walter Gilbert

Frederick Sanger
za njegovo preučevanje biokemije nukleinskih kislin 'in za njune prispevke pri določitvi osnovnih zaporedij v nukleinskih kislinah

### 1981
Keniči Fukui

Roald Hoffmann
za teorije glede poteka kemijskih reakcij

### 1982
Aaron Klug
za razvoj kristalografske elektronske mikroskopije

### 1983
Henry Taube
za delo na mehanizmih reakcij elektronskega prenosa

### 1984
Robert Bruce Merrifield
za razvoj metodologije za kemijsko sintezo na trdni matrici

### 1985
Herbert A. Hauptman

Jerome Karle
za dosežke v razvoju metod za neposredno določitev kristalne zgradbe

### 1986
Dudley R. Herschbach

Yuan T. Lee

John C. Polanyi
za prispevke pri dinamiki osnovnih kemičnih procesov

### 1987
Donald J. Cram

Jean-Marie Lehn

Charles J. Pedersen
za razvoj in uporabo molekul, ki imajo zgradbi-specifično medsebojno vplivanje visoke selektivnosti

### 1988
Johann Deisenhofer

Robert Huber

Hartmut Michel
za določitev tridimenzionalne zgradbe fotosintetskega reakcijskega centra

### 1989
Sidney Altman

Thomas R. Cech
za raziskovanje katalitičnih lastnosti RNA.

### 1990
Elias James Corey
za razvoj teorije in metodologije sinteze organskih spojin

### 1991
Richard R. Ernst
za prispevke k razvoju visokoločljivostne jedrsko-magnetno-resonančne (NMR) spektroskopije

### 1992
Rudolph A. Marcus
za prispevek k teoriji o prenašanju elektronov v kemijskih sistemih

### 1993
Kary B. Mullis

Michael Smith
za prispevke k razvoju metod na področju kemije DNK

### 1994
George A. Olah
za njegove prispevke h kemiji karbokacije

### 1995
Paul J. Crutzen

Mario J. Molina

F. Sherwood Rowland
za delo iz atmosferske kemije.

### 1996
Robert Curl

sir Harold Walter Kroto

Richard Smalley
za odkritje fulerenov

### 1997
Paul D. Boyer

John E. Walker

Jens C. Skou
za pojasnitev mehanizma encimov, ki je odgovoren za sintezo adenozin trifosfata in za odkritje encima, ki prenaša ione, Na+K+-ATPase

### 1998
Walter Kohn

John Anthony Pople
za razvoj funkcionalno gostotne teorije in za razvoj računalniških metod v kvantni kemiji

### 1999
Ahmed H. Zewail
za raziskave prehodnih stanj kemijskih reakcij s pomočjo femtosekundne spektroskopije

### 2000
Alan J Heeger

Alan G MacDiarmid

Hideki Širakava
za odkritje in razvoj prevodnih polimerov

### 2001
William S. Knowles

Ryoji Noyori

K. Barry Sharpless
za delo na kiralno kataliziranih reakcijah hidrogenacije in za delo na kiralno kataliziranih oksidacijskih reakcijah

### 2002
Kurt Wüthrich

John B. Fenn

Koiči Tanaka
za razvoj postopka za identifikacijo in strukturno analizo bioloških makromolekul

### 2003
Peter Agre

Roderick MacKinnon
za odkritje ionskih kanalčkov v celičnih membranah

### 2004
Aaron Ciechanover

Avram Hershko

Irwin Rose
za odkritje degradacije proteinov ob posredovanju ubikvitina

### 2005
Robert Grubbs

Richard Schrock

Yves Chauvin
za razvoj metatezične metode v organski sintezi

### 2006
Roger Kornberg
za njegovo delo na molekularnih osnovah genskega prepisovanja v evkariontskih celicah

### 2007
Gerhard Ertl
za preučevanje kemičnih postopkov obdelovanja trdnih površin

### 2008
Osamu Shimomura

Martin Chalfie

Roger Tsien
za odkritje in razvoj zeleno fluorescirajočega proteina (GFP)

### 2009
Venkatraman Ramakrišnan

Thomas A. Steitz

Ada E. Yonath
za raziskave na področju zgradbe in funkcije ribosoma

### 2010
Richard F. Heck

Eiiči Negiši

Akira Suzuki
za s paladijem katalizirane sklopitve v organski sintezi

### 2011
Dan Shechtman
za odkritje kvazikristalov

### 2012
Robert Lefkowitz

Brian Kobilka
za raziskave na z G-proteinom sklopljenih receptorjih

### 2013
Martin Karplus

Michael Levitt

Arieh Warshel
za razvoj večrazsežnih modelov kompleksnih kemičnih sistemov

### 2014
Eric Betzig

Stefan Hell

William Moerner
za razvoj visokoločljivostne fluorescenčne mikroskopije

### 2015
Paul L. Modrich

Aziz Sancar

Tomas Lindahl
za študijo mehanizmov popravljanja DNK

### 2016
Ben Feringa

Jean-Pierre Sauvage

Fraser Stoddart
za dizajn in sintezo molekularnih strojev

### 2017
Jacques Dubochet

Joachim Frank

Richard Henderson
za razvoj krioelektronske mikroskopije za visokoločljivostno določevanje zgradbe biomolekul v raztopini

### 2018
Frances Arnold

George P. Smith

Gregory P. Winter
za usmerjeno evolucijo encimov in za fagno prikazovanje peptidov ter protiteles

### 2019
John B. Goodenough

M. Stanley Whittingham

Akira Jošino
za razvoj litij-ionskih baterij

### 2020
Emmanuelle Charpentier

Jennifer Doudna
za razvoj metode za urejanje genoma

### 2021
Benjamin List

David W.C. MacMillan
za razvoj nesimetrične organokatalize

### 2022
Carolyn R. Bertozzi

Morten Meldal

K. Barry Sharpless
za razvoj klik kemije in bioortogonalne kemije

### 2023
Moungi G. Bawendi

Louis E. Brus

Aleksej Jekimov
za odkritje in sintezo kvantnih pik

### 2024
David Baker
za računsko oblikovanje beljakovin
Demis Hassabis

John M. Jumper
za napovedovanje strukture beljakovin